# Amorphophallus rugosus
Amorphophallus rugosus là một loài thực vật có hoa trong họ Ráy (Araceae). Loài này được Hett. & A.L.Lamb mô tả khoa học đầu tiên năm 1994.